# Дітріх (граф Ольденбургу)
Дітріх I Щасливий (нім. Dietrich der Glückliche; 1390 — 14 лютого 1440) — 18-й граф Ольденбургзький в 1423—1440 роках.

## Життєпис
Походив з Ольденбурзької династії. Другий син Крістіана V, графа Ольденбурзького, та Агнес фон Гонштайн-Герінґен. Народився 1390 року. Після смерті батька у 1399 році отримав незначну частину батьківських володінь.
1401 року одружився з представницею спорідненої гілки Ольденбург-Дельменгорст. З 1403 року став номінальним співправителем старшого брата Крістіана VI та двоюрідного брата Моріца II. Після смерті останнього 1420 року розділив владу з братом, а після смерті Крістіана VI успадкував усе Ольденбурзьке графство.
1423 року після смерті першої дружини одружився з представницею гольштайнського роду Шауенбургів. Того ж року успішно діяв проти графа Оттона III Гойя, захопивши замок Альтбрухгаузен. 1426 року рушив на допомогу Окко II том Броку, володарю Східної Фризландії. Його підтримали шварг Ніколаус I Ольденбург-Дельменгорст, архієпископ Бременський, Оттон III Гойя, графи діпгольца й Текленбургу. Втім у битві біля Детерна коаліція князів зазнала поразки від фризького вождя Фокко Укени, внаслідок чого архієпископ потрапив у полон, а Дітріх ледве врятувався. За мирною угодою 1427 року Дітріх відмовився від нападів на фризів. Втім вже 1428 року уклав союз з Гронінгеном проти Фокко Укени.
Поразка Фокко у 1433 році від сусідів дозволило Дітріхурозв'яти руки в своїх діях на півночі. 1434 року на деякий час 1436 року викупив за 2 тис. гульденів у шварга Ніколауса графство Дельменгорст. Проте це не визнав новий архієпископ Бременський Балдуїн II фон Венден, оскільки Дельменгорст було частиною архієпископства. Конфлікт тривав до самої смерті Дітріха у 1440 році.

## Родина
1 Дружина — Адельгейда, донька Оттона IV, графа Дельменгорст
Діти: не було
2 Дружина — Гельвіга, донька Герхарда VI Шауенбурга, графа Гольштейн-Рендсбургу
Діти:
- Адельгейда (1425—1475), дружина: 1) Ернстом III, графом Гонштейн-Клеттенберг; 2) графа Гебхарда VI Мансфельда
- Крістіан (1426—1481), король Данії, Швеції і Норвегії, герцог Шлезвіг і Гольштейн.
- Моріц (1428—1464), граф Дельменгорст.
- Герхард (1430—1500), граф Ольденбурга і Дельменгорст